# Liste der Bodendenkmale in Arneburg
In der Liste der Bodendenkmale in Arneburg sind alle Bodendenkmale der Stadt Arneburg und ihrer Ortsteile aufgelistet. Grundlage ist die Veröffentlichung der Landesdenkmalliste mit Stand vom 25. Februar 2016. Die Baudenkmale sind in der Liste der Kulturdenkmale in Arneburg aufgeführt.
| Denkmal-ID | Fundart             | Ortsteil | Bezeichnung                    | Zeitstellung           | Lage                                                                        | Bemerkungen | Bild |
| ---------- | ------------------- | -------- | ------------------------------ | ---------------------- | --------------------------------------------------------------------------- | --- | ---- |
| 428310073  | Befestigung > Burg  | Arneburg | Burgwallanlage                 | undatiert              | ca. 1,5 km nördl. der Stadt, „Kiebitzberg“, an der Arneburger Straße (Lage) | Markante Anhöhe mit einer wallartigen Anlage. Im Inneren befindet sich eine große muldenförmige Senke. Vermutlich ist dies eine neuzeitliche Störung (evtl. Sandgrube?).                                                                                     |      |
| 428310084  |                     | Arneburg | Altweg                         | Mittelalter            | östlich im Ort, „Rosspforte“ ()                                             | Die ‚Rosspforte‘ diente früher als Verbindungsweg zwischen Stadt und Elbtal und als Grenze des alten Arneburger Siedlungsbereichs. |      |
| 428310001  | Befestigung > Burg  | Arneburg | ehemalige Burg in Spornlage    | undatiert              | Ostseite der Stadt (Lage)                                                   | letzte Ausgrabung durch Landesmuseum Halle 1963/64 |      |
| 428310004  | Grabmal             | Beelitz  | Flachgräberfeld (Dünengelände) | Ur- und Frühgeschichte | südöstlich Berlitzer Weg ()                                                 | Flachgräber auf einem Dünengelände |      |
| 428310070  | Grabmal > Grabhügel | Beelitz  | Hügelgräbergruppe, 3 Grabhügel | Vorrömische Eisenzeit  | südöstlich ()                                                               | Hügelgräber seit 8. April 1986 unter Schutz gestellt; Grabhügel 1: Durchmesser ca. 6–8 m, Höhe ca. 0,80 m; Grabhügel 2: länglich oval, ca. 12 m lang, 6 m breit (doppelter GH?), Höhe ca. 0,80–1,00 m; Grabhügel 3: Durchmesser ca. 20–25 m, Höhe ca. 1,50 m |      |